# نيلس لارسن
نيلس لارسن (بالنرويجية البوكمول: Nils Larsen)‏ هو عازف بيانو وملحن نرويجي، ولد في 7 يونيو 1888، وتوفي في 5 نوفمبر 1937.